# Куртно
Куртно (фр. Courtenot) насеље је и општина у североисточној Француској у региону Шампањ-Арден, у департману Об која припада префектури Троа.
По подацима из 2011. године у општини је живело 234 становника, а густина насељености је износила 27,96 становника/km². Општина се простире на површини од 8,37 km². Налази се на средњој надморској висини од 142 метара.

## Демографија
| 1962. | 1968. | 1975. | 1982. | 1990. | 1999. | 2011. |
| ----- | ----- | ----- | ----- | ----- | ----- | ----- |
| 179   | 189   | 200   | 171   | 224   | 242   | 234   |

График промене броја становника у току последњих година